# Windy City Bulls 2017-2018
La stagione 2017-18 dei Windy City Bulls fu la 2ª nella NBA D-League per la franchigia.
I Windy City Bulls arrivarono terzi nella Central Division con un record di 24-26, non qualificandosi per i play-off.

## Roster
|    | Naz.                   | Ruolo | Sportivo          | Anno | Alt. | Peso |  |
| -- | ---------------------- | ----- | ----------------- | ---- | ---- | ---- |  |
| 0  | Stati Uniti (bandiera) | A     | Jaylen Johnson    | 1996 | 206  | 104  |  |
| 00 | Stati Uniti (bandiera) | C     | Diamond Stone     | 1997 | 211  | 116  |  |
| 1  | Stati Uniti (bandiera) | G     | Mychal Mulder     | 1994 | 193  | 83   |  |
| 1  | Stati Uniti (bandiera) | G     | Cameron Payne     | 1994 | 191  | 84   |  |
| 3  | Stati Uniti (bandiera) | G     | Kay Felder        | 1995 | 173  | 80   |  |
| 3  | Stati Uniti (bandiera) |       | Alex Hamilton     | 1993 | 193  | 88   |  |
| 4  | Stati Uniti (bandiera) | G     | Jon Octeus        | 1991 | 193  | 77   |  |
| 5  | Stati Uniti (bandiera) | A     | Will Davis        | 1991 | 203  | 100  |  |
| 6  | Brasile (bandiera)     | AC    | Cristiano Felício | 1992 | 206  | 127  |  |
| 7  | Stati Uniti (bandiera) | A     | C.J. Fair         | 1991 | 203  | 103  |  |
| 8  | Stati Uniti (bandiera) | GA    | Jarell Eddie      | 1991 | 201  | 100  |  |
| 9  | Stati Uniti (bandiera) | G     | Antonio Blakeney  | 1996 | 193  | 89   |  |
| 10 | Stati Uniti (bandiera) | A     | Tyler Harris      | 1993 | 208  | 98   |  |
| 11 | Stati Uniti (bandiera) | G     | Stefhon Hannah    | 1985 | 185  | 79   |  |
| 13 | Croazia (bandiera)     | A     | Duje Dukan        | 1991 | 208  | 100  |  |
| 14 | Stati Uniti (bandiera) | A     | Karrington Ward   | 1993 | 196  | 86   |  |
| 15 | Stati Uniti (bandiera) | G     | Ryan Arcidiacono  | 1994 | 191  | 88   |  |
| 16 | Germania (bandiera)    | GA    | Paul Zipser       | 1994 | 203  | 95   |  |
| 21 | Nigeria (bandiera)     | AC    | Daniel Ochefu     | 1993 | 208  | 109  |  |
| 22 | Stati Uniti (bandiera) | A     | Derick Newton     | 1995 | 201  | 102  |  |
| 30 | Stati Uniti (bandiera) | G     | Brandon Wood      | 1989 | 188  | 86   |  |
| 33 | Stati Uniti (bandiera) | A     | Jerome Frink      | 1993 | 201  | 104  |  |

## Staff tecnico
- Allenatore: Charlie Henry
- Vice-allenatori: Josh Keribich, Jannero Pargo, Julian Terrell